# Nónfjall (berg i Island, Austurland)
Nónfjall är ett berg i republiken Island. Det ligger i regionen Austurland, 400 km öster om huvudstaden Reykjavík. Toppen på Nónfjall är 634 meter över havet.
Trakten runt Nónfjall är nära nog obefolkad, med mindre än två invånare per kvadratkilometer. Det finns inga samhällen i närheten. Trakten runt Nónfjall består i huvudsak av gräsmarker.